# Carex capitellata
Espèce
Classification phylogénétique
Carex capitellata est une espèce des plantes du genre Carex et de la famille des Cyperaceae.